# August Ulrich von Hardenberg

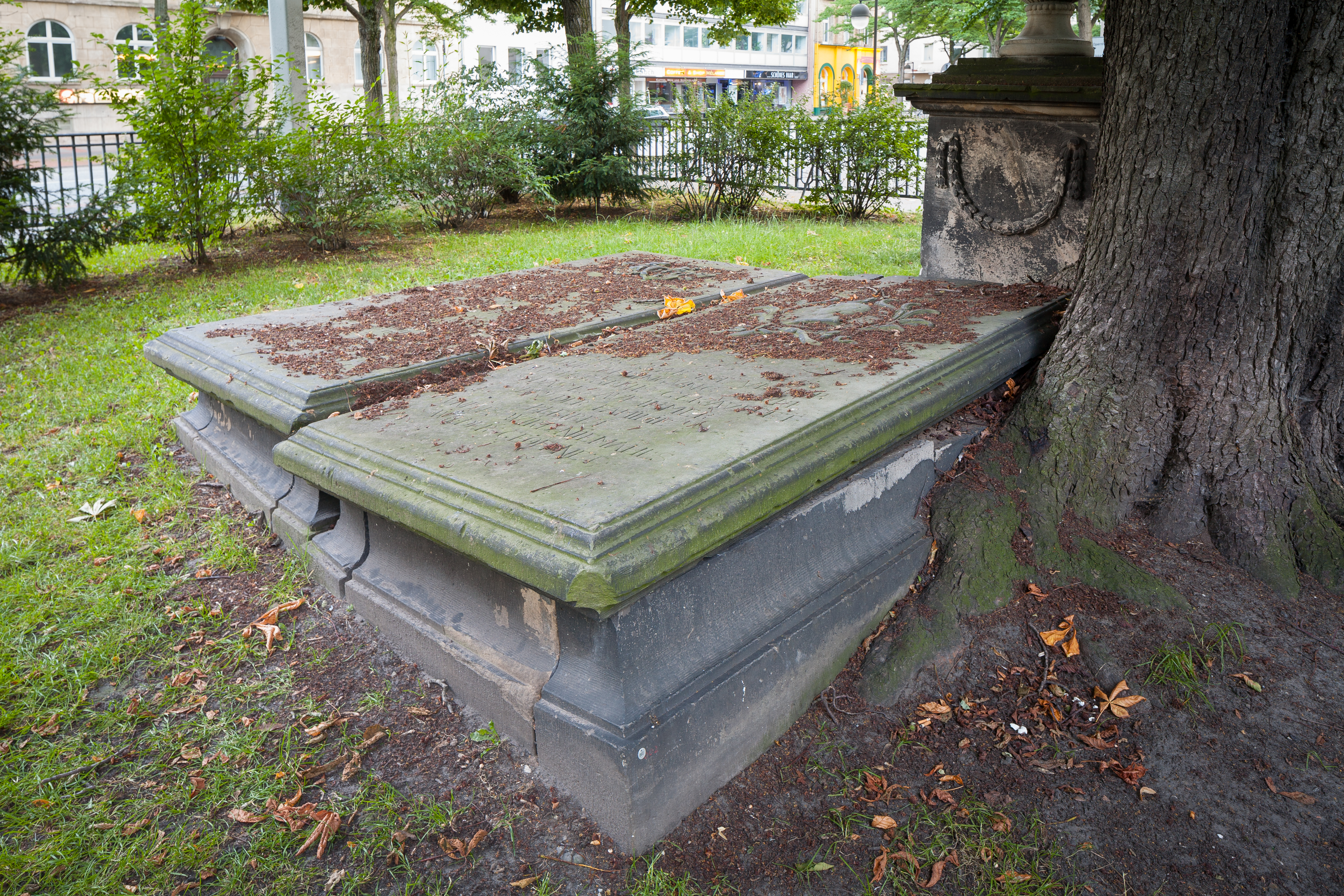
Grab auf dem Gartenfriedhof in Hannover

August Ulrich von Hardenberg (* 5. November 1709; † 13. September 1778 in Hannover) war ein deutscher, hannoverscher Diplomat, Geheimrat und Kriegsrat.

## Leben
August Ulrich von Hardenberg entstammte dem niedersächsischen Adelsgeschlecht derer von Hardenberg. Seine älteren Brüder waren der Geheimrat und Gartenarchitekt Friedrich Karl von Hardenberg und der Feldmarschall Christian Ludwig von Hardenberg, zwei jüngere Brüder, der Oberst Hans Christoph (* 1703, ⚔ 1747) und Georg Wilhelm (1705–1774), waren Offiziere.
Er studierte zuerst an der Alma Ernestina in Rinteln, dann an der Universität Helmstedt, wo er unter Professor Kress seine Dissertation schrieb.
Nach dem Studium wurde von Hardenberg Hofrat an der Justiz-Kanzlei in Hannover, stieg dann zum Kriegsrat und anschließend zum geheimen Rat auf. Hardenberg blieb in hannoverschen Diensten, obwohl ihm der König von Preußen die Stellung als Assessor beim Reichskammergericht in Wetzlar angeboten hatte, wo von Hardenberg auch sein Examen bestanden hatte.
Der als gelehrter Gesprächspartner geschätzte August Ulrich von Hardenberg war zeitweilig Gesandter am landgräflich hessischen Hof in Kassel. 1743 heiratete er Wilhelmine Charlotte, geborene von Wendt. Die beiden hatten jedoch keine Kinder.

## Nachwirkungen
- Das denkmalgeschützte[3] Grabmal von Hardenbergs findet sich auf dem Gartenfriedhof in Hannover.[4]